# Ступишин, Николай Павлович
Николай Павлович Ступишин — бригадир комплексной монтажной бригады строительно-монтажного управления № 1 Ангарского управления строительства № 16 Министерства среднего машиностроения, Герой Социалистического Труда.

## Биография
Родился в 1932 году в Кадуйском районе Вологодской области. Работал на строительстве города Ангарска Иркутской области с 1956 года. Был выдвинут в бригадиры своей строительной бригады как образцовый работник. За годы семилетки под руководством Ступишина строительной бригадой было введено 125 тысяч квадратных метров жилья, производительность труда выросла в 3 раза, а семилетний план был выполнен за 4,5 года. Бригада была удостоена звания «Бригада коммунистического труда», а бригадир - звания Героя Социалистического Труда (1966).